# Episodi di Pesci piccoli - Un'agenzia. Molte idee. Poco budget (seconda stagione)
La seconda stagione della serie televisiva Pesci piccoli - Un'agenzia. Molte idee. Poco budget, composta da otto episodi, è stata trasmessa sulla piattaforma Prime Video il 13 giugno 2025.
| n° | Titolo                        | Prima TV       |
| -- | ----------------------------- | -------------- |
| 1  | Ti Fidi di Me?                | 13 giugno 2025 |
| 2  | Segnali                       | 13 giugno 2025 |
| 3  | Maschio o Femmina             | 13 giugno 2025 |
| 4  | La Fantagenzia                | 13 giugno 2025 |
| 5  | Sassonia                      | 13 giugno 2025 |
| 6  | Nino e Amedeo                 | 13 giugno 2025 |
| 7  | Nata Sotto il Segno dei Pesci | 13 giugno 2025 |
| 8  | I Pesci Grossi                | 13 giugno 2025 |

## Ti Fidi di Me?
- Diretto da: Francesco Ebbasta

### Trama
Gli sforzi di Greta per dare visibilità all’agenzia sembrano finalmente dare i loro frutti: una grande multinazionale mostra interesse per la piccola Tree of Us. Ma le vere intenzioni del nuovo cliente sono ben diverse. Nel frattempo, Aurora si trova ad affrontare un addio improvviso, mentre Fru elabora una bizzarra teoria sul cervello di Ciro, intento a commemorare il naufragio del Titanic.
- Guest star: Beppe Vessicchio, Andrea Moccia

## Segnali
- Diretto da: Francesco Ebbasta

### Trama
Durante alcuni provini per un nuovo testimonial, Ciro si ritrova faccia a faccia con la sua storica ex, Giulia, dopo sette anni di totale silenzio. La scoperta che lei ha una figlia dell’età che avrebbe potuto avere la loro lo manda in confusione: e se fosse suo padre? Intanto, Aurora è alla ricerca di un cambiamento e finisce per prendersi cura del cane del Mastino, con risultati imprevedibili. Fru, invece, è immerso in un misterioso esperimento silenzioso che spiazza tutti - soprattutto Greta, che entra in crisi senza capirne il motivo.
- Guest star: Stefano Nazzi, Stefano Rapone, Daniele Tinti (voce del pupazzo)

## Maschio o Femmina
- Diretto da: Alessio Dogana e Danilo Carlani

### Trama
Alla “Aurora & Friends Eventi” c’è da organizzare un gender reveal in ufficio, e per Aurora è il momento della verità: sotto pressione da parte di Sara, è costretta a delegare a Marika, con esiti tutt’altro che rassicuranti. Nel frattempo, Greta si sforza di fingere un'improbabile sorellanza con Alice, trascinandola - suo malgrado - a imparare a pattinare per motivi di lavoro. Intanto Fru dà vita a un bizzarro club segreto riservato agli uomini, dove l’unica regola è scambiarsi complimenti.
- Guest star: Giovanni Esposito

## La Fantagenzia
- Diretto da: Francesco Ebbasta

### Trama
Quando Marione ruba dei biscotti allucinogeni, in ufficio si apre un'insolita via di fuga per Fru, deciso a tutto pur di evitare l’incontro con Tonio - influencer per bambini e suo ex idolo d'infanzia. Ma fuggire dalla realtà, per Fru, significa precipitare in un viaggio psichedelico dentro una fantomatica agenzia parallela, parodia del Fantabosco, popolata da versioni sorprendenti (e inquietanti) dei suoi colleghi.
- Guest star: Danilo Bertazzi

## Sassonia
- Diretto da: Alessio Dogana e Danilo Carlani

### Trama
Aurora, contro il parere di Greta, concede troppa fiducia a Michelle - giornalista brillante e vecchia conoscenza universitaria, abile nel manipolarla con facilità. Ma dietro le sue interviste si nasconde un secondo fine, che presto verrà alla luce. Nel frattempo, Ciro è in piena confusione sentimentale riguardo a Giulia e, per destreggiarsi in ufficio, si affida alle lezioni di Raffaele sull’arte della menzogna. Tuttavia, sarà proprio una giornata passata con Michelle a fargli capire che, in fondo, preferisce la sincerità.

## Nino e Amedeo
- Diretto da: Francesco Ebbasta

### Trama
Fru decide di "creare" un nuovo collega assemblando l’intelligenza artificiale della macchina del caffè con una bambola gonfiabile, scatenando l'irritazione di Aurora. Nel frattempo, Fabio scopre che il torneo di beer pong, organizzato per una campagna coinvolgendo un amico con sindrome di Down, è in realtà una messinscena: il cliente vuole un evento dall’apparenza inclusiva, ma con la vittoria già assegnata al solito campione. Per Fabio è l’occasione di mettersi alla prova ancora una volta - e stavolta, il rischio non riguarda solo il lavoro.
- Guest star: Maurizio Merluzzo, Angelo Maggi (voce di Amedeo)

## Nata Sotto il Segno dei Pesci
- Diretto da: Alessandro Grespan

### Trama
Fabio e Greta si trovano alle prese con Amanda, un’influencer tanto brillante quanto imprevedibile, protagonista dell’ultimo episodio della rubrica “Oroscopamo”. Ma dietro le quinte, entrambi continuano a evitare di affrontare un segreto che li lega. Nel frattempo, Fru inganna Ciro, rifilandogli il ruolo di responsabile della sicurezza pur di coltivare in pace un nuovo hobby. La situazione finisce per destabilizzare anche Aurora, che sente il bisogno di fermarsi, guardarsi dentro e scoprire una nuova passione per ritrovare sé stessa.
- Guest star: Alessandro Borghese

## I Pesci Grossi
- Diretto da: Francesco Ebbasta

### Trama
Un incarico inaspettato da parte di un vecchio cliente offre a Sede 7 la sua prima, grande occasione: realizzare uno spot televisivo. Ma mentre l’entusiasmo cresce, Greta viene travolta da un’improvvisa ansia da prestazione, che si ritrova ad affrontare da sola, con Fabio sempre più distante. Nel frattempo, Ciro si occupa di Maya, la figlia di Giulia, che lo guarda con sospetto e diffidenza. E proprio quel giorno, Fru dà vita a Secret Salma, un gioco di team building dal tono solenne… e dalle conseguenze imprevedibili.
- Guest star: Paolo Calabresi